# Tommy Seebach
Tommy Seebach Mortensen (Copenaghen, 14 settembre 1949 – Klampenborg, 31 marzo 2003) è stato un cantautore danese.
È considerato il re del pop danese.

## Carriera
Ha partecipato a parecchie edizioni del Danish Melodi Grand Prix vincendolo tre volte, il che gli permesso di gareggiare all'Eurovision Song Contest: nel 1979 con Disco Tango, nel 1981 con Krøller eller ej cantando in coppia con Debbie Cameron e nel 1993 assieme alla sua band con Under stjernerne på himlen.

## Vita familiare
Seebach era sposato da molti anni con Karen Seebach da cui ebbe tre figli Nicolai, Rasmus e Marie. Il matrimonio si ruppe da quando Seebach divenne dipendente dall'alcol. Suo figlio Rasmus, dopo essere diventato a sua volta un cantante pop, scrisse una canzone su di lui intitolata Den jeg er ("Chi sono"), affermando quanto il padre lo abbia influenzato nonostante la sua dipendenza.
Morì all'età di 53 anni al parco di divertimento Bakken, dove era a capo dell'intrattenimento musicale da diversi anni. Nonostante egli avesse tentato di superare l'alcolismo, la causa della sua morte, un attacco di cuore, è stato ricondotta al suo problema.